# Chase Center
Chase Center est une salle omnisports située dans le quartier de Mission Bay à San Francisco, en Californie. L'amphithéâtre comporte plusieurs étages et peut accueillir 18 064 personnes.

## Histoire
Il est le domicile des Warriors de Golden State de la National Basketball Association depuis le début de la saison 2019-2020.

## Évènements
- AEW Revolution, le 5 mars 2023
- Concerts de Madonna (The Celebration Tour), les 27 et 28 février 2024
- Laver Cup 2025